# Barleria greenii
Barleria greenii är en akantusväxtart som beskrevs av M.J. och K. Balkwill. Barleria greenii ingår i släktet Barleria och familjen akantusväxter. Inga underarter finns listade i Catalogue of Life.

## Bildgalleri

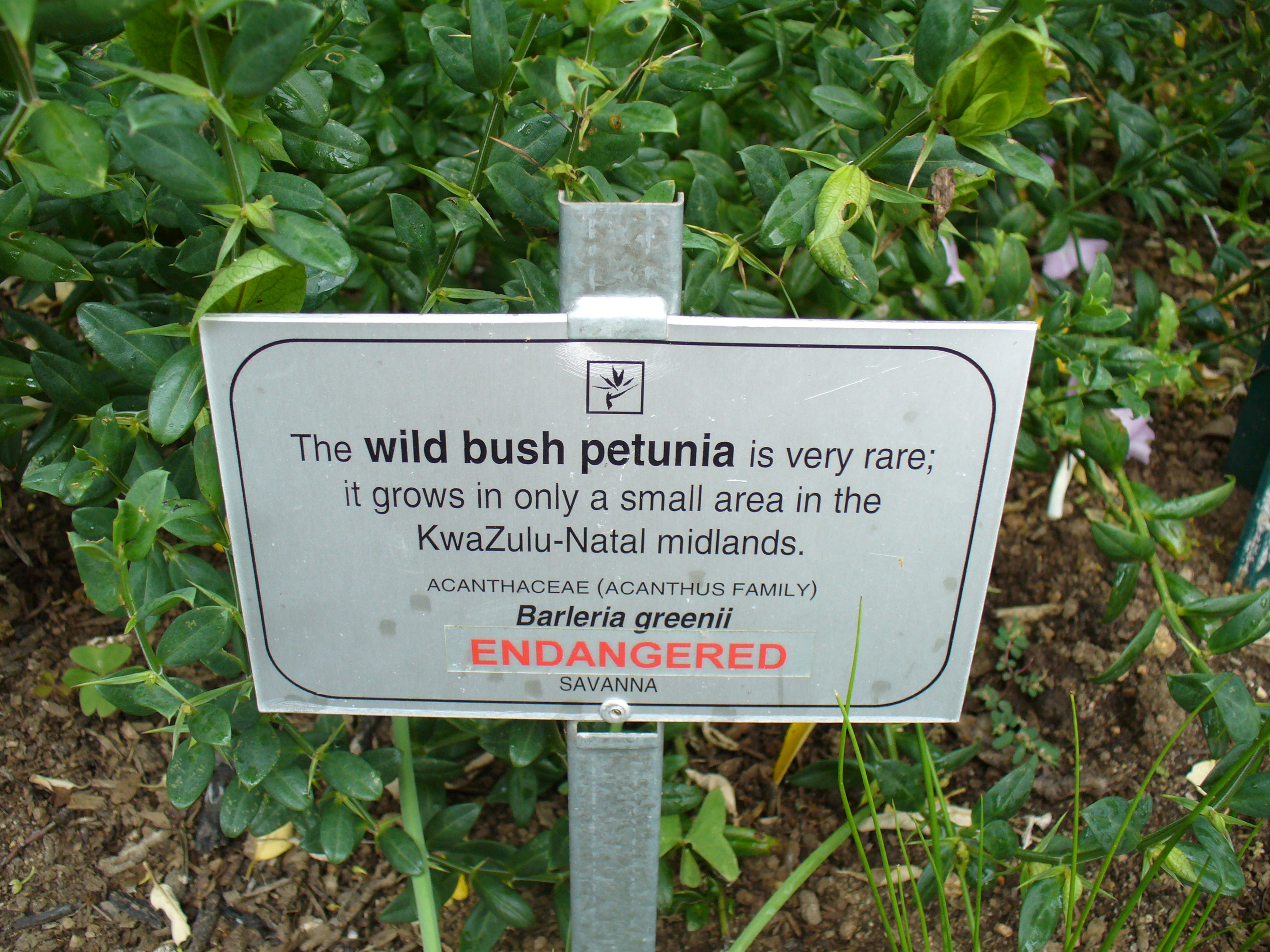
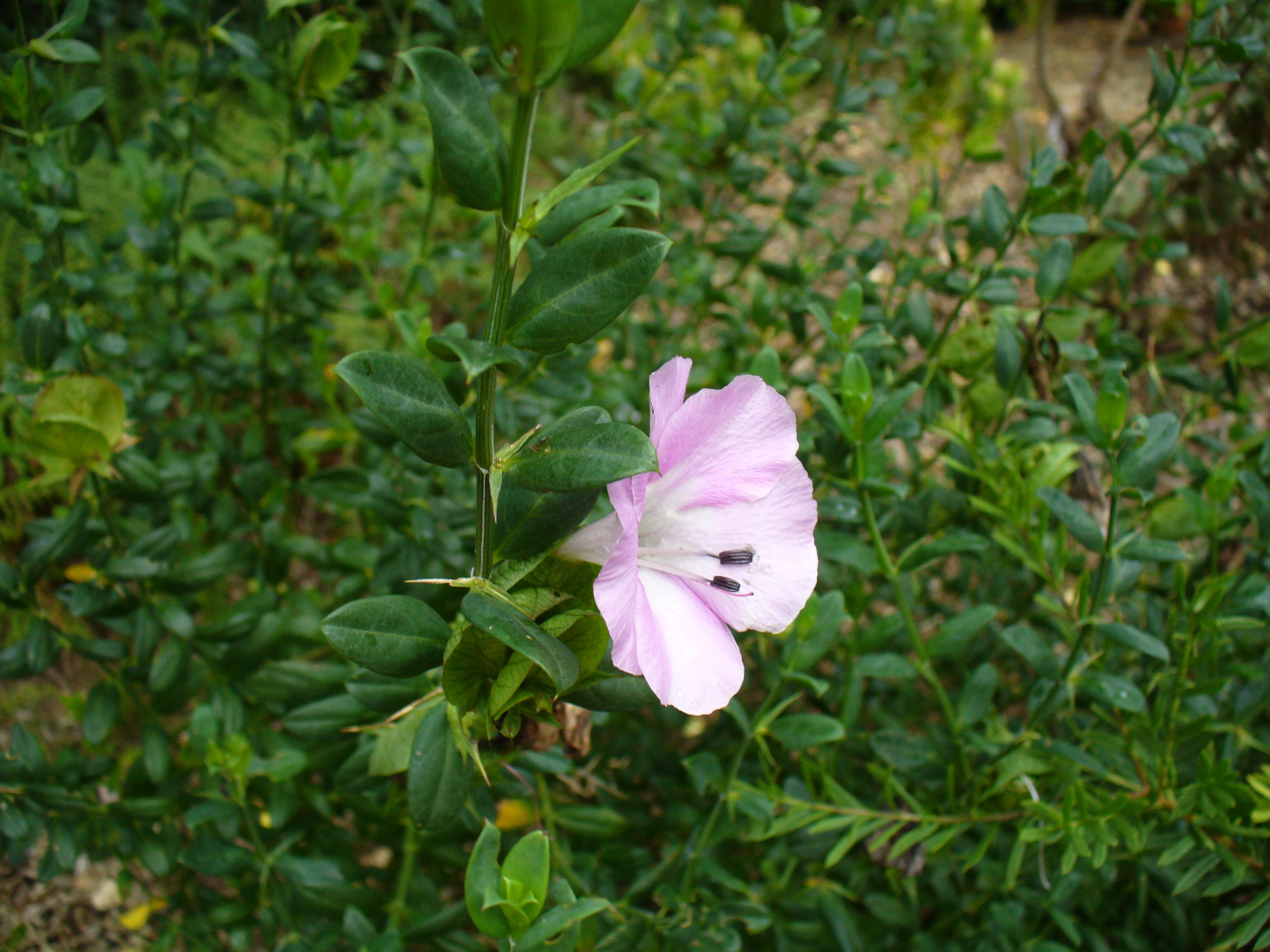